# Philharmonie Berlin
La Philharmonie è una sala da concerto di Berlino, sita nel Kulturforum. Sede dei Berliner Philharmoniker, la costruzione fu progettata dall'architetto tedesco Hans Scharoun negli anni sessanta del XX secolo.

## Storia
Dopo il secondo conflitto mondiale, Philharmonie fu uno dei principali teatri europei della guerra Fredda: ridotta a un cumulo di macerie in seguito all'intervento militare delle truppe alleate, la città si trovò ben presto divisa in due blocchi contrapposti, facenti capo al comunismo sovietico e al capitalismo occidentale. Questa bipartizione, urbanistica ma anche ideologica, si digrossò nel 1961, anno in cui culminò con il traumatico epilogo dell'erezione del muro di Berlino.
In seguito alla costruzione del muro, Berlino Ovest si ritrovò tuttavia priva di una sala da concerto in quanto l'antico plesso della Philharmonie, oltre a recare le gravose ferite della seconda guerra mondiale, era rimasto nella parte est della città. Si decise, dunque, di costruirne una nuova sede nell'ambito di un grandioso centro culturale denominato Kulturforum e plasmato secondo dettami architettonici esplicitamente moderni, nella prospettiva di ostentare al mondo intero il grado di civilizzazione occidentale, vivace e libero, in contrapposizione agli stenti tetri e opprimenti del blocco sovietico. Il progetto fu affidato nel 1956 ad Hans Scharoun, il quale - dopo l'emarginazione professionale subita durante la dittatura di Hitler - era ritornato a operare più alacremente che mai.
La costruzione, costata 17 milioni di marchi (36 milioni di euro attuali al netto dell'inflazione), fu solennemente inaugurata il 15 ottobre 1963, dopo quattro anni di lavori, con l'esecuzione della nona sinfonia di Beethoven e fu sin da subito considerata uno dei capolavori non solo di Scharoun ma dell'intero Movimento Moderno.

## Descrizione

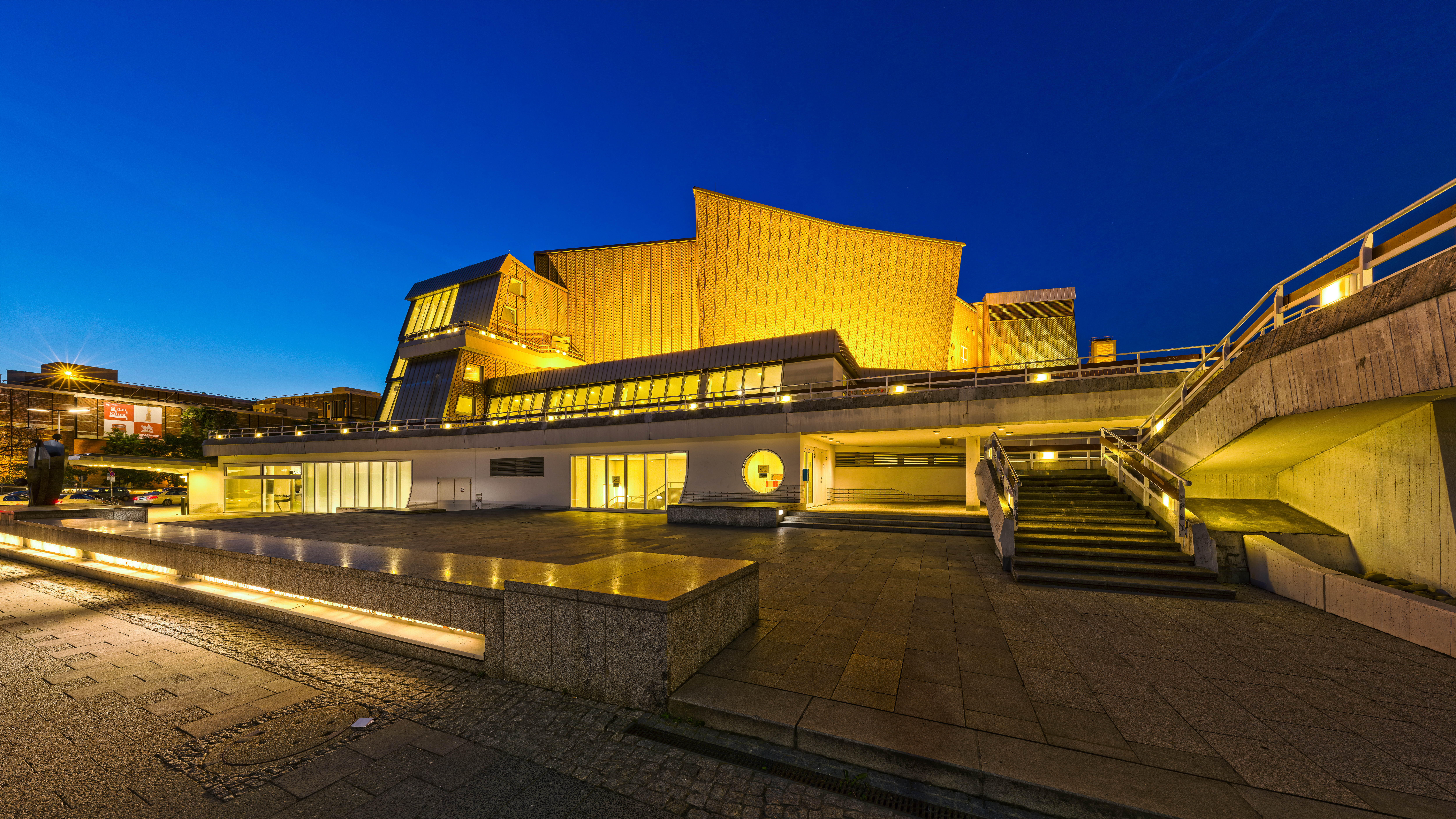
Visione notturna della Philharmonie

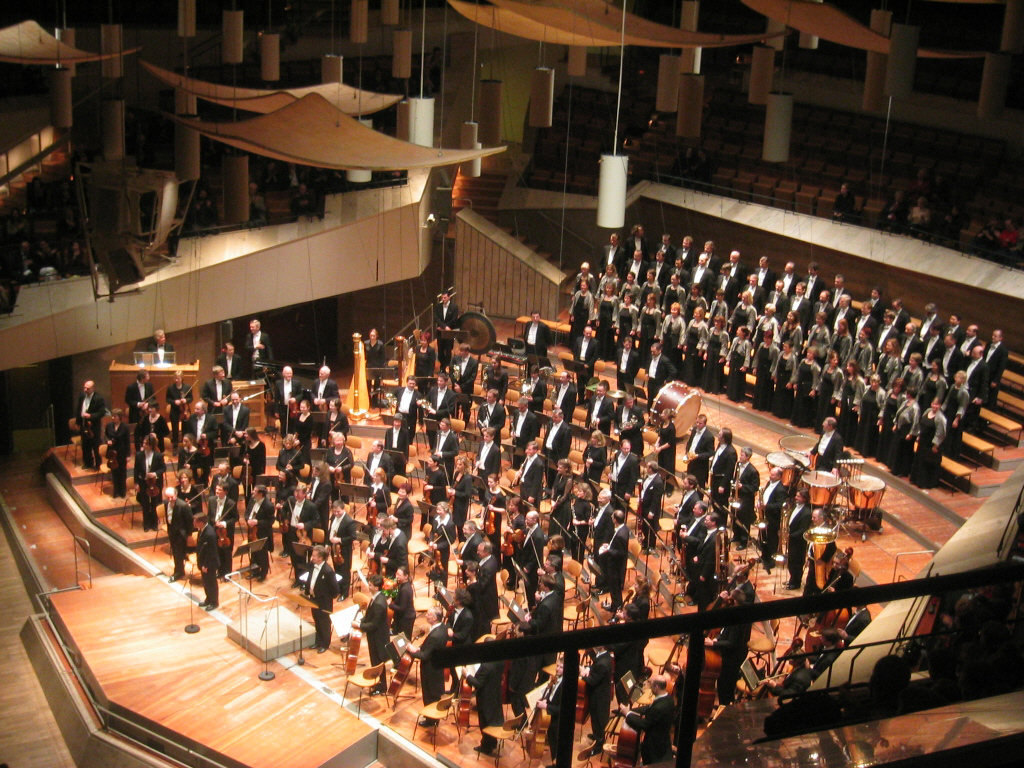
La Rundfunk-Sinfonieorchester Berlin alla Philharmonie. Si noti come la rigida scansione tra orchestra e pubblico viene qui separata con i vari posti che si dispongono in maniera fluida intorno allo spettacolo musicale

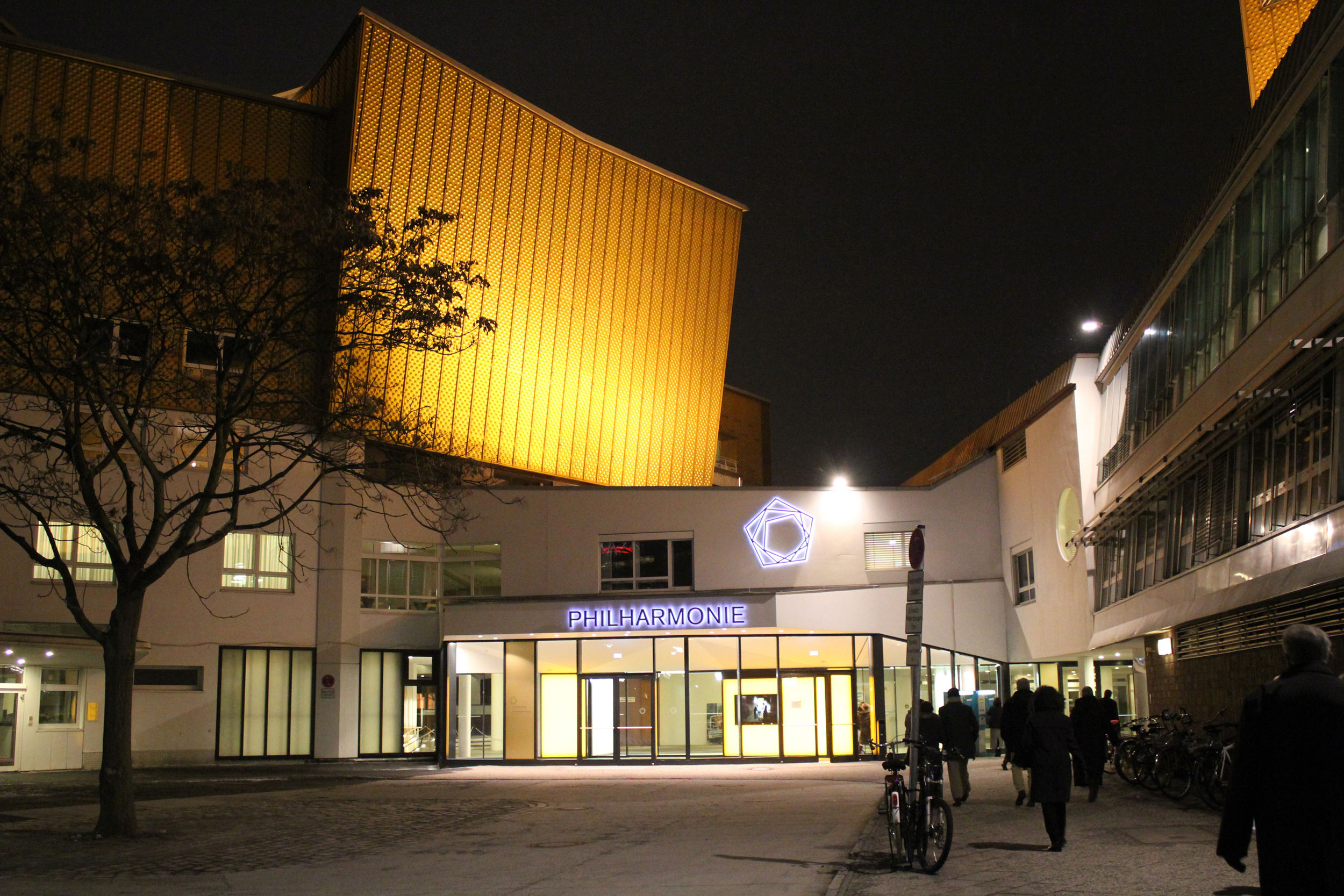
Ingresso della Philharmonie

Scharoun forgiò la Philharmonie di Berlino in modo da esaltarne le potenzialità acustiche, cercando di agevolare la formazione di un'osmosi tra l'area del podio, dove viene prodotta la musica, e i palchi, dove essa viene ascoltata. Scharoun, in altre parole, nella sua Philharmonie cerca di preservare una continuità ottimale tra l'architettura e la musica: ciò è lampante soprattutto nel podio del direttore d’orchestra.

Il podio, elemento che Scharoun rende estremamente flessibile e ampio (è mobile in senso sia verticale sia orizzontale, si estende per circa 330 metri quadrati), è disposto centralmente rispetto agli ascoltatori, che non risultano dunque gerarchicamente subordinati al direttore d'orchestra (come invece avveniva nelle sale tradizionali), ed è munito di parapetti dalle giaciture opportunamente studiate per favorire una diffusione sonora agevole e uniforme. A esigenze di natura acustica risponde persino la copertura, la quale - oltre a costituire l'elemento terminale della Philharmonie e a determinarne in maniera decisiva la configurazione volumetrica, fluttuando plasticamente nello spazio come se fosse una vela o un firmamento - garantisce pure ottime prestazioni acustiche, essendo costituita da tre superfici convesse che, compenetrandosi, riescono ad assicurare un tempo di riverberazione di 2,2 secondi, perfetto per l'esecuzione di musica sinfonica. Scharoun, vale la pena sottolinearlo, dirige questo fluire di onde non per ragioni meramente estetiche, o di facciata, bensì secondo un approccio progettuale che mira al massimo rendimento funzionale:
(Hans Scharoun)
Eccezionale peculiarità del podio è, come già accennato, la sua centralità rispetto al pubblico: i 2200 posti a sedere dell'auditorium, in questo modo, si dispongono ad anfiteatro intorno ad esso, con il direttore che cessa di agire come una barriera tra l'orchestra e il pubblico, nel segno del ferreo sogno scharouniano per cui «ascoltare la musica è un evento collettivo che unisce ascoltatori e musicisti». L'intero programma progettuale della Philharmonie, d'altronde, prende le mosse dal trinomio architettura-uomo-musica: si pensi, ad esempio, alle 136 piramidi a base triangolare distribuite sulla copertura per assorbire i bassi, agli elementi curvi di poliestere sospesi sull'orchestra che, impedendo la dissipazione dei suoni, garantiscono un notevole vigore acustico, o ai dieci altoparlanti montati sul podio per assicurare un'acustica chiara e forte, o ancora al massiccio impiego di legno kambala, materiale utilizzato negli schienali delle poltrone e nei rivestimenti delle pareti perimetrali per contrastare eventuali perdite di frequenze. Persino l'involucro esterno dell'edificio risponde all'esigenza di frantumare meglio i suoni e di adattarsi all'organizzazione pentagonale interna, configurandosi come un'irruenta aggregazione di pareti convesse dal profilo ondulato: ancora una volta, dunque, Scharoun nel fare architettura non parte da presupposti estetici bensì funzionalisti, tanto che quando alcuni suoi studenti gli domandarono provocatoriamente se fosse appagato dall'impatto estetico della facciata egli rispose: «Perché, la Philharmonie ha una facciata?». Ciò malgrado l'intero organismo edilizio non è privo di certe suggestioni poetiche, tanto che sono stati in molti a paragonarlo organicamente ad un paesaggio naturale dove i posti sembrano aprirsi come dei vigneti (vineyards) lungo dei dolci pendii digradanti verso il fondovalle, costituito dall'orchestra.
Di grande interesse anche la struttura della Philharmonie, risolto in un sistema portante in calcestruzzo armato. Per realizzare la copertura, in tutta la sua flessuosità, sono state adottate tre solette gravanti su cinque capriate in precompresso gettate su luci notevoli (sino a 52 metri). Importanti anche le qualità illuminotecniche dell'organismo edilizio, plasmato da una luce che, penetrando nell'interno del foyer da aperture variamente conformate, esalta la consistenza materica dei vari oggetti colpiti e, soprattutto, dilata la percezione dello spazio architettonico con grande espressività.